# لوكاس برادلي
لوكاس برادلي (بالإنجليزية: Lucas Bradley)‏ هو مهندس معماري أمريكي، (ولد سنة 1809  م).